# Кассано-д'Адда
Кассано-д'Адда (італ. Cassano d'Adda) — муніципалітет в Італії, у регіоні Ломбардія, метрополійне місто Мілан.
Кассано-д'Адда розташоване на відстані близько 470 км на північний захід від Рима, 27 км на схід від Мілана.
Населення — 18 718 осіб (2012).

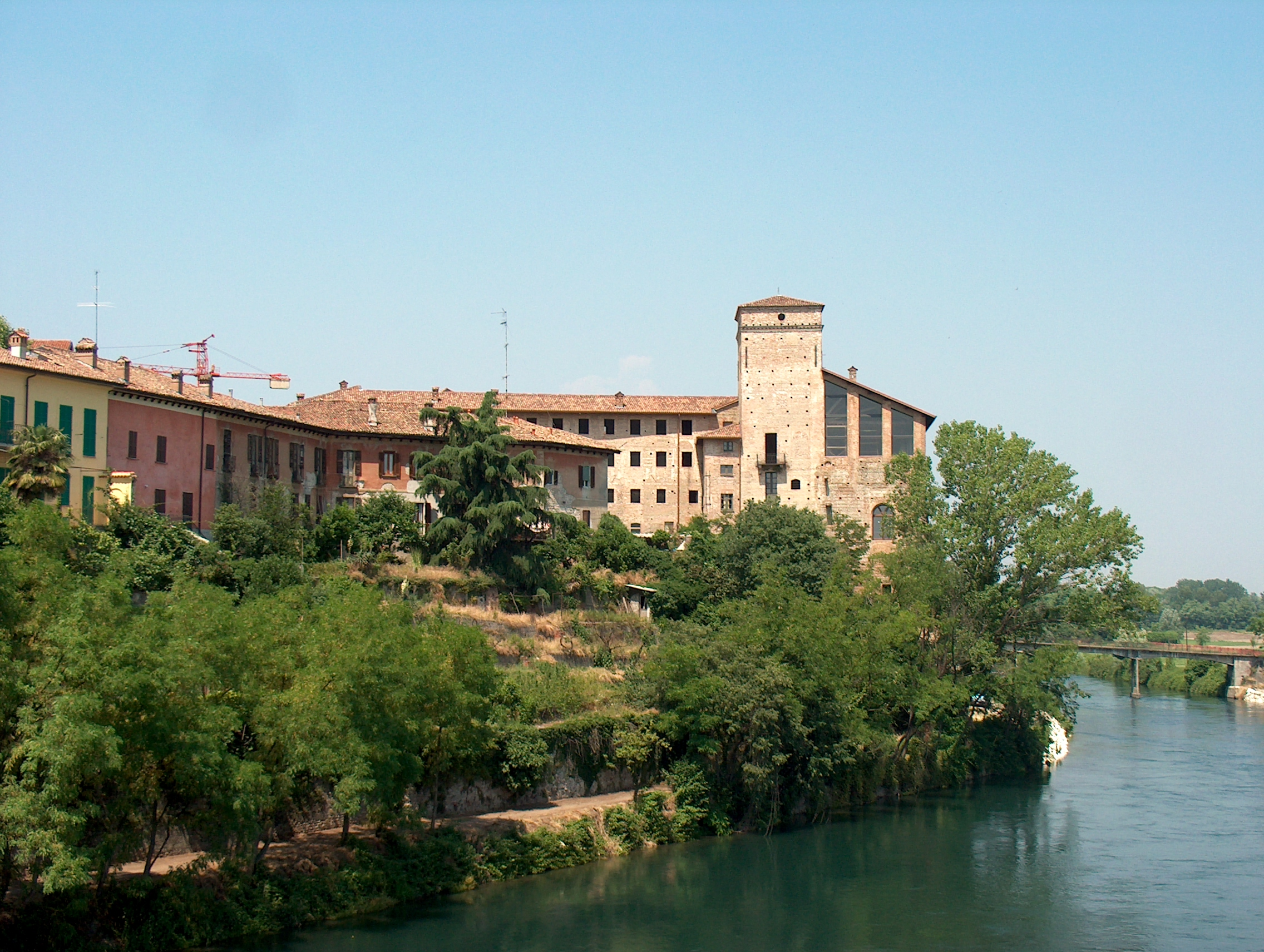

Щорічний фестиваль відбувається першої неділі жовтня. Покровитель — Santa Maria Immacolata e San Zeno.

## Демографія
Населення за роками:

Станом на 1 січня 2023 року в муніципалітеті офіційно проживали 2752 іноземці з 80 країн, серед них 871 громадянин країн Євросоюзу та 97 громадян України.

## Уродженці
- Андреа Бономі (*1923 — †2003) — італійський футболіст, захисник.
- Валентино Маццола (*1919 — †1949) — італійський футболіст, півзахисник, нападник.

## Сусідні муніципалітети
- Казірате-д'Адда
- Фара-Джера-д'Адда
- Інцаго
- Поццо-д'Адда
- Поццуоло-Мартезана
- Ривольта-д'Адда
- Тревільйо
- Труккаццано
- Вапріо-д'Адда